# Espècimen
Espècimen (del llatí Specimen) és un tros o una quantitat de material per a ser usat en fer proves, exàmens o estudis significa doncs una mostra o exemplar, especialment en la mesura que sigui representativa d'una classe d'objectes o entitats.
En biologia espècimen és aquell individu o part d'un individu que es pren com a mostra, especialment el que es considera representatiu dels trets de la població a la qual pertany. Els espècimens són conservats en col·leccions biològiques, com herbaris, acompanyat d'informació sobre el seu origen i les condicions de recol·lecció i preparació, sense aquesta informació perd la major part del seu valor científic.
Un espècimen de laboratori és un individu animal, una part d'ell, una planta o una part seva o un microorganisme que es fa servir com a representatiu per estudiar la propietats de la població sencera d'aquestes espècies o subespècies. Quan un tàxon es descriu biològicament està típicament basat en un sol espècimen que es refereix com a l'holotip.
En medicina un espècimen és una mostra que s'extreu del pacient, sovint sang, orina, o semen.
En geologia un espècimen és un tros d'un tipus de roca, sigui quina sigui, agafada de la terra.
En tipografia un espècimen tipogràfic és una publicació que mostra els glifs disponibles.
Aquest terme es fa servir extensament en el llenguatge forense («espècimen forense»), per a referir-se a les mostres sobre les que es realitza el peritatge. Per exemple en el reconeixement d'escriptura, anàlisi cal·ligràfica forense i verificació de signatures, el terme espècimen es refereix a una mostra d'escriptura manual..